# Želmanovce
Želmanovce (bis 1927 slowakisch auch „Zelmanovce“; ungarisch Zsálmány) ist eine Gemeinde im Nordosten der Slowakei mit 308 Einwohnern (Stand 31. Dezember 2024), die im Okres Svidník, einem Kreis des Prešovský kraj sowie in der traditionellen Landschaft Šariš liegt.

## Geographie
Die Gemeinde befindet sich im südwestlichen Teil des Berglands Ondavská vrchovina in den Niederen Beskiden, am Oberlauf des Baches Topoľa im Einzugsgebiet der Topľa. Das Ortszentrum liegt auf einer Höhe von 270 m n.m. und ist acht Kilometer von Giraltovce sowie 36 Kilometer von Svidník entfernt.
Nachbargemeinden sind Stuľany im Norden, Kuková im Osten, Pušovce im Süden und Dukovce im Westen.

## Geschichte

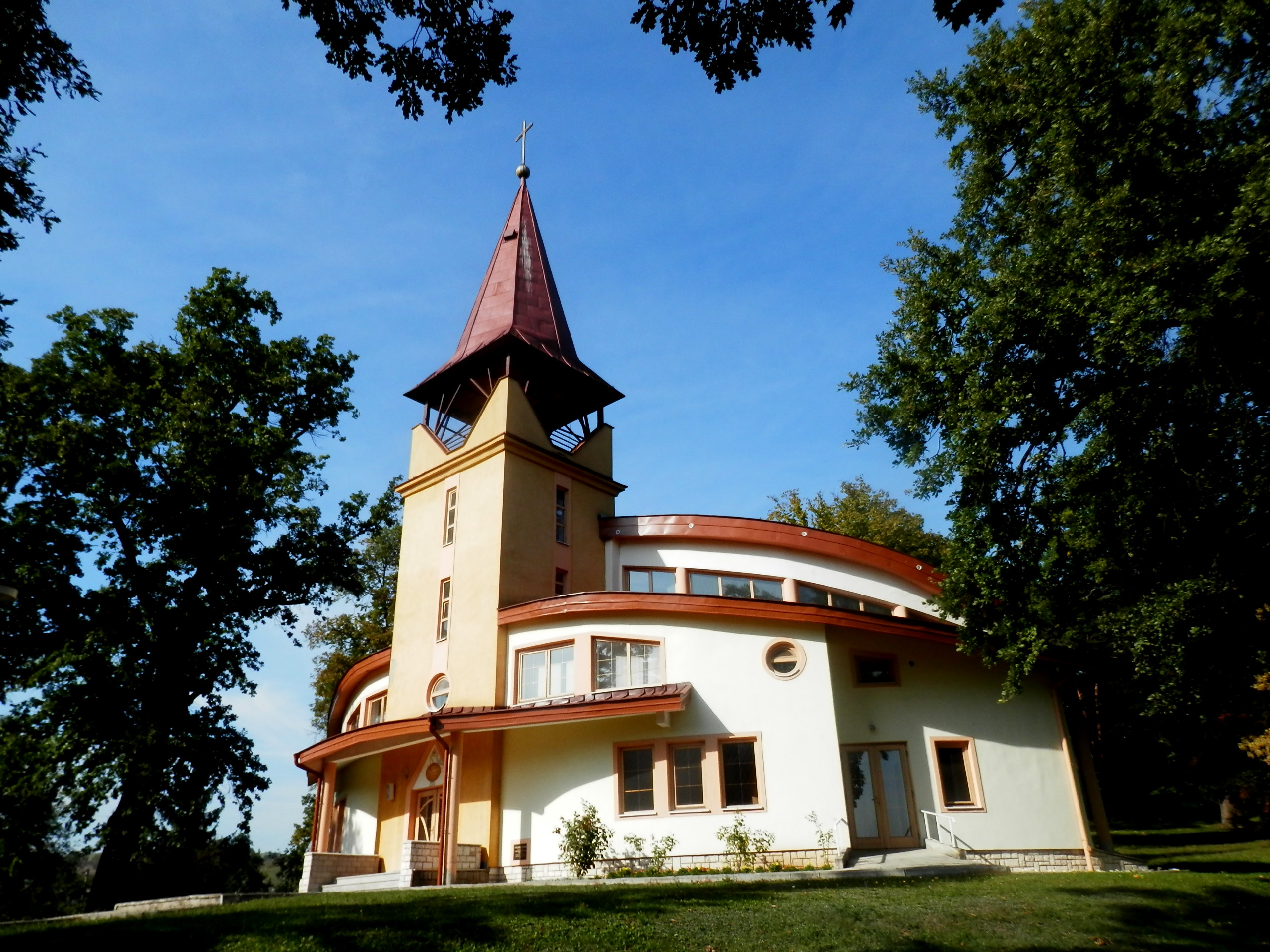
Kirche im Ort

Želmanovce wurde zum ersten Mal 1371 (nach anderen Angaben schon 1354) als Salamonfalwa schriftlich erwähnt und gehörte damals zum Herrschaftsgebiet von Chmeľovec. Weitere historische Bezeichnungen sind unter anderen Zalman (1402), Salmanfalua (1427) und Zelmanowcze (1773). 1427 wurden 21 Porta verzeichnet, und der Ort war Besitz des Geschlechts Bán, später auch anderer Gutsherren und im 19. Jahrhundert erneut Bán.
1787 hatte die Ortschaft 12 Häuser und 135 Einwohner, 1828 zählte man 35 Häuser und 289 Einwohner, die als Landwirte beschäftigt waren. Von 1850 bis 1880 wanderten Einwohner in verstärktem Maße aus.
Bis 1918 gehörte der im Komitat Sáros liegende Ort zum Königreich Ungarn und kam danach zur Tschechoslowakei beziehungsweise heute Slowakei. In der Zeit der ersten tschechoslowakischen Republik waren die Einwohner überwiegend im örtlichen Großgut beschäftigt, das nach 1945 parzelliert wurde. Nach dem Zweiten Weltkrieg pendelte ein Teil der Einwohner zur Arbeit in Industriebetriebe in der Gegend.
Von 1971 bis 1993 war Želmanovce zusammen mit dem Nachbarort Dukovce in der Gemeinde Želmanovce-Dukovce zusammengeschlossen.

## Bevölkerung
| Jahr                | 1994 | 2004     | 2014    | 2024    |
| ------------------- | ---- | -------- | ------- | ------- |
| Anzahl der Personen | 304  | 343      | 337     | 308     |
| Unterschied         |      | +12,82 % | −1,74 % | −8,60 % |

| Jahr                | 2023 | 2024    |
| ------------------- | ---- | ------- |
| Anzahl der Personen | 310  | 308     |
| Unterschied         |      | −0,64 % |

Gemäß der Volkszählung 2011 wohnten in Želmanovce 333 Einwohner, davon 331 Slowaken. Zwei Einwohner machten keine Angabe zur Ethnie.
318 Einwohner bekannten sich zur römisch-katholischen Kirche, 10 Einwohner zur griechisch-katholischen Kirche und zwei Einwohner zur Evangelischen Kirche A. B. Bei drei Einwohnern wurde die Konfession nicht ermittelt.

## Bauwerke und Denkmäler

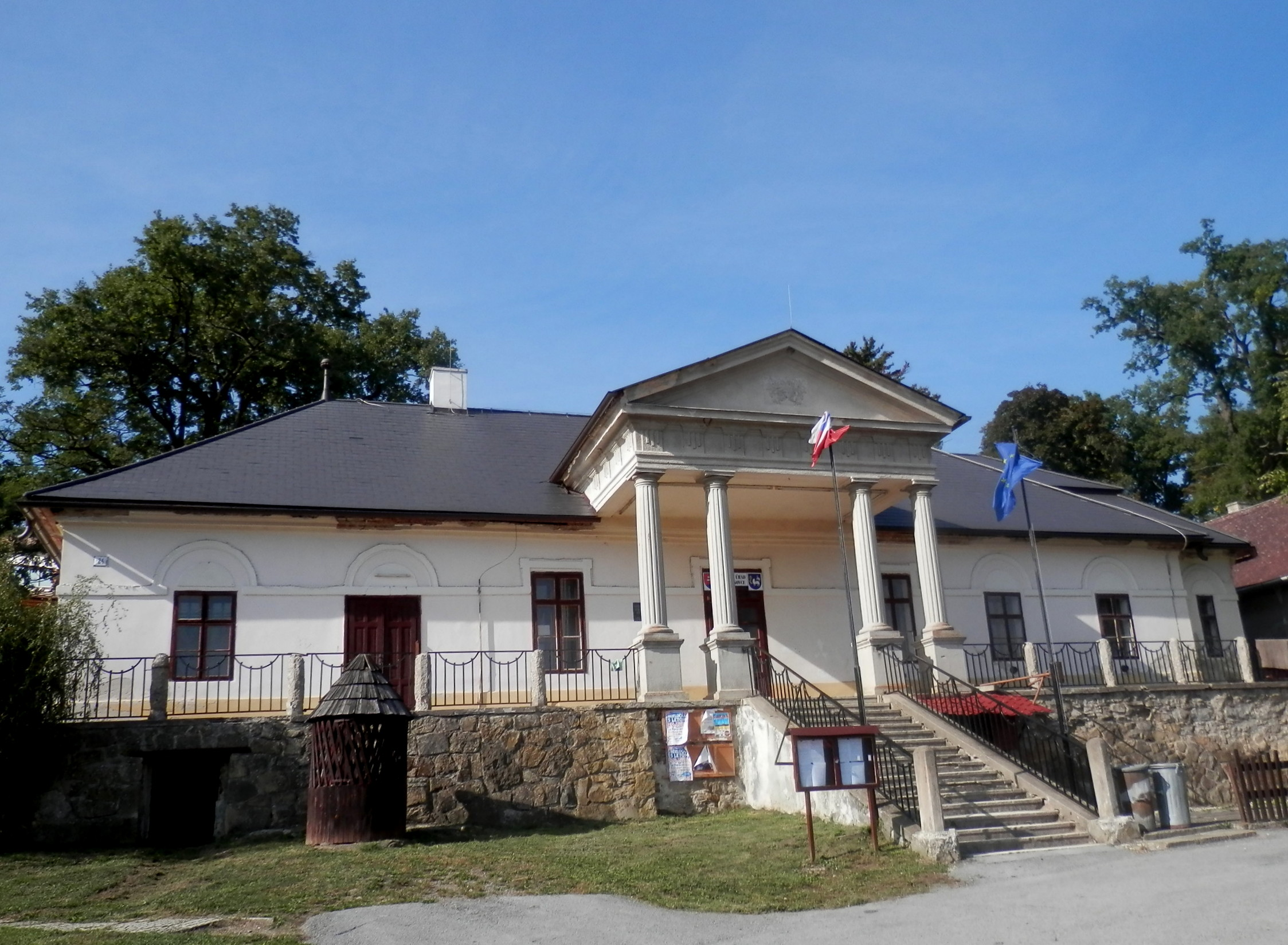
Landschloss in Želmanovce

- moderne römisch-katholische Kirche
- Landschloss im klassizistischen Stil mit angeschlossenem Park, gegen 1820 errichtet, heute Sitz des Gemeindeamts

## Verkehr
Durch Želmanovce verläuft die Cesta III. triedy 3500 zwischen Bardejov und Kuková (Anschluss an die Cesta I. triedy 21 („Straße 1. Ordnung“)).